# Perten Instruments
Perten Instruments war ein schwedisches Unternehmen, das Analysegeräte zur Qualitätskontrolle von Lebensmitteln und Tierfutter herstellte. Seit 2014 ist das Unternehmen Teil von PerkinElmer.

## Geschichte
Perten Instruments wurde 1962 von dem Lebensmittelchemiker Harald Perten gegründet. Perten hatte mit dem Leiter der Abteilung Lebensmittelchemie des Statens Hantverksinstitut in Stockholm, Sven Hagberg, das Fallzahl-Verfahren zur Ermittlung der Alpha-Amylase-Aktivität in Mehl entwickelt, die die Backeigenschaften von Mehl bestimmt oder die Braueigenschaften von Gerstenmalz. Perten entwickelte das Verfahren 1960/61 zur technischen Reife. Dann gründete Perten ein Unternehmen und konzentrierte sich auf die Herstellung von Messgeräten für die Fallzahlbestimmung. Das Fallzahl-Verfahren entwickelte sich in der Folge zum international anerkannten Standard zur Bestimmung der Alpha-Amylase und Perten konnte seinen technologischen Vorsprung wirtschaftlich nutzen.
Aus diesen Ursprüngen spezialisierte sich das Unternehmen auf die Qualitätskontrolle von Getreide, Mehl, Lebensmitteln und Tierfutter und bot eine breite Palette von Analysegeräten für diese Branchen an. Perten Instruments war aktiv an der Arbeit von Industrieverbänden wie ICC und AACC beteiligt.
Seit den frühen 1980er Jahren hat sich das Unternehmen auf die Entwicklung von Nahinfrarot-Geräten für das Labor und den Prozess konzentriert. Die Nahinfrarotspektroskopie ist eine physikalische Methode zur zerstörungsfreien Bestimmung meist organischer Molekülverbindungen. Mit der Übernahme von Newport Scientific im Jahr 2007 wurde das Produktportfolio erweitert, um den Kunden Instrumente für rheologische Tests und Teigcharakterisierung anzubieten.
Das Unternehmen war in 100 Ländern der Welt vertreten. Der Hauptsitz befand sich in Stockholm, in einigen Ländern gab es eigene Vertretungen des Unternehmens, insbesondere in den USA, China, Deutschland, Frankreich, Italien, Australien und Argentinien, während es in anderen Ländern lokale Händler gab. Im Dezember 2014 wurde Perten Instruments von PerkinElmer Inc. für 266 Millionen US-$ übernommen. Im Jahr 2016 wurde die niederländische Firma Delta Instruments von PerkinElmer übernommen und in Perten Instruments eingegliedert, um mit deren Mess- und Analysesystemen für Molkereilabore das Produktportfolio zu erweitern.